# Selknamia minima
Selknamia minima is een spinnensoort in de taxonomische indeling van de buisspinnen (Anyphaenidae).
Het dier behoort tot het geslacht Selknamia. De wetenschappelijke naam van de soort werd voor het eerst geldig gepubliceerd in 2003 door M. J. Ramírez.